# Hallo Hessen
Hallo Hessen (Eigenschreibweise hallo hessen) ist ein Nachmittagsprogramm im hr-fernsehen, das montags bis freitags von 16:00 bis 17:45 Uhr ausgestrahlt wird. Unterbrochen wird die Sendung von Nachrichten um kurz vor 17 Uhr.
Bei hallo hessen handelt es sich um ein Verbrauchermagazin, wie es auch in zahlreichen anderen dritten Fernsehprogrammen ausgestrahlt wird. Es gibt Tagesschwerpunkte, die sich wöchentlich wiederholen, dazu kommen Verbrauchertipps sowie Infos zu Reise – und das Thema Garten wird zum Ende der Sendung von einem der zahlreichen Fernsehköche des hr ein Kochrezept vorgestellt und gekocht.
Anlässlich des 75-jährigen Bestehens des hr waren einmalig Zuschauer zu Gast.
Die aktuellen Moderatoren bei hallo hessen sind Leonie Koch, Jens Kölker, Jens Pflüger und Selma Üsük.